# Гукас Кегеци
Гукас Кегеци (арм. Ղուկաս Կեղեցի), также Хордзенаци (арм. Խորձենացի) — армянский учёный и педагог XVI века.

Родился в деревне Кеги гавара Хордзен провинции Цопк. После обучения у известного педагога Ованеса Ширака становится вардапетом и развивает педагогическую деятельность в Кеги. Преподавал будущим крупным церковным деятелям, таким как Петрос Каркрци, Срапион Урфаеци, Давит Вагаршапатци. 

Был знатоком календареведения, писал поэтические произведения о календарях. В 1557 году изложил в стихах григорианский календарь (некоторые армянские источники ошибочно говорят о стихотворном изложении армянского календаря). Эта поэма, по-имени «Стихотворный календарь» (арм. «Ոտանաւոր Օրացոյց»), дошла до наших дней. Сохранился также его музыкально-педагогический труд «Правила музыки» (арм. «Երաժշտութեան կանոնք»). Умер в 1602 году.